# Forward Rate Agreement
Forward Rate Agreement (deutsch „Zinstermingeschäft“; Abkürzung: FRA) ist der Anglizismus für ein Zinsderivat, durch das zum Zeitpunkt des Geschäftsabschlusses ein erst künftig geltender Zinssatz – unabhängig vom dann geltenden Marktzins – gesichert werden kann.

## Allgemeines
Seine Bezeichnung hat der Finanzkontrakt durch die Kombination eines Forwards mit einem Zinsswap, denn es wird ein Tausch von gegenseitigen Zinszahlungen vereinbart. Eine tatsächliche Geldanlage findet dagegen nicht statt. Basiswert ist deshalb auch nicht ein zinstragendes Finanzprodukt, sondern ein festgelegter Zinssatz. Diese „Forward Rate“ (FRA-Zins) ist mithin ein Zinssatz, der erst in der Zukunft Gültigkeit hat, unabhängig davon, wie dann der aktuelle Referenzzinssatz aussieht. Während der Laufzeit des FRA wird der FRA-Zins nicht verändert, es handelt sich mithin um einen Festzins. 
Das FRA ist ein  außerbörsliches Zinstermingeschäft. Das dem FRA analoge Geschäft an Terminbörsen ist der Geldmarkt-Future. FRAs dienen als Sicherungsgeschäfte der Absicherung gegen Zinsänderungsrisiken.

## Rechtsfragen
Das FRA ist ein Finanzkontrakt zwischen zwei Vertragsparteien, die Differenz zwischen einem vereinbarten Referenzzinssatz (englisch contract rate) und dem an einem bestimmten zukünftigen Termin geltenden aktuellen Marktzins, bezogen auf einen fiktiven Nominalwert, untereinander auszugleichen. Käufer ist dabei die Vertragspartei, die sich gegen einen Zinsanstieg schützen will, ihr Kontrahent als Verkäufer will sich vor einem Zinsrückgang schützen. Der Käufer zahlt einen Festzins, sein Kontrahent einen variablen Zins. Als Vertragsparteien treten Nichtbanken mit Kreditinstituten oder letztere untereinander im Interbankenhandel auf.   
FRAs fallen als derivative Geschäfte unter die abstrakt formulierte Regelung des § 2 Abs. 3 Nr. 1c WpHG und unterliegen damit der Bankenaufsicht. 

## Ablauf
Der FRA-Zins entspricht dem Erwartungswert für den künftigen Zins und wird zum Zeitpunkt des Fixings mit dem aktuellen Referenzzinssatz (wie Basiszinssatz, Euribor oder LIBOR) verglichen. Ist der aktuelle Referenzzinssatz höher als der FRA-Zins, erhält der Käufer vom Verkäufer die Differenz zwischen beiden als Barausgleich (englisch cash settlement) und umgekehrt.    
Das FRA besteht aus einer Gesamtlaufzeit, die sich in Vorlaufperiode und eine gesicherte Periode unterteilt: Mit dem Geschäftsabschluss des FRA beginnt die Vorlaufperiode mit drei Monaten Laufzeit, nach deren Ablauf am Abrechnungstag die Barausgleichszahlung stattfindet. Danach beginnt die durch Festzins gesicherte Periode.  
FRAs eignen sich für eine künftig geplante Kreditaufnahme oder Geldanlage, für welche der Zins frühzeitig gesichert werden soll.

## Funktionsweise
Die Vereinbarung eines FRA umfasst im Wesentlichen die folgenden Komponenten:
- Der Zeitpunkt des Beginns einer in der Zukunft liegenden, fiktiven Geldaufnahme {\displaystyle t_{1}},
- die Dauer der fiktiven Geldaufnahme {\displaystyle t_{2}}(Anlageperiode),
- die Höhe der fiktiven Geldaufnahme {\displaystyle N} (das Nominal),
- der vereinbarte Zinssatz {\displaystyle f} (FRA-Satz oder Forward-Zins) für die zukünftige Anlageperiode und
- ein Referenzzins für dieselbe Anlageperiode, typischerweise ein Geldmarktsatz wie (je nach Währung) der Libor oder Euribor.

Die Gesamtlaufzeit des Geschäftes {\displaystyle t_{3}} ist die Summe aus Vorlaufzeit {\displaystyle t_{1}} und Anlagezeitraum {\displaystyle t_{2}}. FRAs werden häufig mit Vor- und Gesamtlaufzeit bezeichnet, also FRA 3x9 für einen FRA mit einer Vorlaufzeit {\displaystyle t_{1}} von 3 Monaten und einem Anlagezeitraum {\displaystyle t_{2}} von 6 Monaten.
Nach Ablauf der Vorlaufzeit wird der Stand des Referenzzinssatzes ermittelt („gefixt“). Der Käufer des FRA erhält vom Verkäufer den Referenzzinssatz bezogen auf das Nominal {\displaystyle N} für den Anlagezeitraum {\displaystyle t_{2}} und zahlt im Gegenzug den vereinbarten FRA-Satz für {\displaystyle N} und {\displaystyle t_{2}} an den Verkäufer. Tatsächlich zahlen nicht beide Parteien, sondern es wird nur die Differenz zwischen vereinbartem FRA-Satz und gefixtem Referenzzinssatz ausgeglichen (Barausgleich).
Da der Käufer sich normalerweise zum Referenzzinssatz am Geldmarkt refinanzieren kann, kann er sich mit dem FRA im Vorab einen Refinanzierungssatz sichern: Den Zinsaufwand für eine zum Zeitpunkt {\displaystyle t_{1}} vorgenommene Geldaufnahme erhält er aus dem FRA vom Verkäufer, so dass der FRA-Satz bei ihm als Refinanzierungssatz verbleibt. Analog kann der Verkäufer eine Geldanlage zum FRA-Satz darstellen. Der etwaige Abschluss eines zugehörigen Geldmarktgeschäftes ist dabei für keine der Parteien zwingend.
Im Regelfall erfolgen Zinszahlungen nachschüssig, so dass auch die Zahlung aus dem FRA zum Zeitpunkt {\displaystyle t_{3}} erfolgen müsste. Tatsächlich wird der Ausgleich schon am Ende der Vorlaufzeit ({\displaystyle t_{1}}) vorgenommen, wobei der zu zahlende Betrag über den Zeitraum {\displaystyle t_{2}} abgezinst wird. Das Kontrahentenrisiko des FRA ist daher nur im Zeitraum bis zum Ende der Vorlaufzeit relevant.

## Beispiel
Bank A kauft bei Bank B einen FRA. Sowohl die Vorlaufzeit ({\displaystyle t_{1}}) als auch der Anlagezeitraum ({\displaystyle t_{2}}) sollen 3 Monate betragen. Es handelt sich also um einen FRA 3x6. Das Geschäft startet zum 28. Februar. Das Nominal ({\displaystyle N}) betrage 100 Mio. EUR.
Zum Geschäftsabschluss betrage der 3-Monats-Zins 1,6 %, der 6-Monatsszins 2,4 %. Daraus ergibt sich ein fairer Terminzins von 3,187, der auch als FRA-Satz {\displaystyle f} vereinbart wird.
Der Terminzins von 3,187 % errechnet sich wie folgt:
{\displaystyle {\begin{array}{rcl}\left(1+0{,}024\times {\frac {180}{360}}\right)&=&\left(1+0{,}016\times {\frac {90}{360}}\right)\times \left(1+f\times {\frac {90}{360}}\right)\\[1ex]\Leftrightarrow \left({\frac {253}{251}}\right)&=&\left(1+f\times {\frac {90}{360}}\right)\\[1ex]\Rightarrow f&=&0{,}03187=3{,}187\,\%\end{array}}}.
Zum Ende der Vorlaufperiode, also am 31. Mai, wird der FRA-Satz von 3,187 % mit dem dann aktuellen 3-Monats-Zins verglichen. Dieser betrage 2,4 %. Bank A als Käufer muss an Bank B also eine Ausgleichszahlung von 3,187 % - 2,4 % = 0,787 % bezogen auf 100 Mio. EUR für 3 Monate leisten, also 196.750 EUR. Da dieser Betrag nicht nachschüssig zum Ende des Anlagezeitraums zum 31. August, sondern sofort gezahlt wird, muss er noch mit dem aktuellen 3-Monatszins abgezinst werden: Bank A zahlt also tatsächlich 195.576 EUR.
Leiht sich Bank A jetzt noch zusätzlich zum 31. Mai am Geldmarkt 100 Mio. EUR für 3 Monate, muss sie dafür am Ende der Laufzeit zum 31. August 2,4 % oder 600.000 EUR an Zinsen zahlen. Zusammen mit den Kosten aus dem FRA sind dies 795.576 EUR, was für ein Vierteljahr bezogen auf das Nominal von 100 Mio. EUR genau dem im FRA vereinbarten Zinssatz von 3,187 % entspricht. Bank A hat sich also eine Geldaufnahme zu diesem Satz gesichert.

## Wirtschaftliche Aspekte
FRAs sind klassische Instrumente des Finanzmanagements und Risikomanagements. Es handelt sich um ein kurzfristiges Instrument, das liquide bis zu einem Jahr ist. Ihr Einsatz war besonders in der zweiten Hälfte der 1980er und während der 1990er Jahre sehr verbreitet und waren in dieser Zeit nach dem Zinsswap das zweitwichtigste OTC-Zinsderivat. In den letzten Jahren hat die Bedeutung von FRAs allerdings wegen der Niedrigzinspolitik stark abgenommen. Der weltweite Anteil der FRAs an den gesamten OTC-Zinsderivaten hat sich gemäß der Bank für Internationalen Zahlungsausgleich (BIZ) zwischen 1998 und 2007 von 11,5 % auf nur noch 6,6 % beinahe halbiert.

## Abgrenzung
Die Wirkungsweise eines Forward Rate Agreements entspricht der eines Forward-Deposits, bei dem ebenfalls eine Zinsvereinbarung für einen zukünftigen Anlagezeitraum getroffen wird. Der Unterschied zwischen beiden besteht darin, dass beim Forward-Deposit tatsächlich eine Geldanlage getätigt wird, während es beim Forward Rate Agreement nur zu einer Ausgleichszahlung im Hinblick auf die Zinsen kommt. Aus diesem Grund weisen Forward-Deposits für den Anleger theoretisch ein deutlich höheres Kontrahentenausfallrisiko auf, dem jedoch die Einlagensicherung für das Termingeld gegenüber steht. 